# 古荥镇
古荥镇，是中华人民共和国河南省郑州市惠济区下辖的一个乡镇级行政单位，位于郑州市西北部，距市中心15公里，总人口3.5万余人。古荥镇西接荥阳市广武镇，北滨黄河，东接大河路街道，南邻郑州高新技术开发区。
古荥镇是中國的一個千年歷史名镇，有被史学界誉为“中华第一城”的西山遗址，也是荥阳故城的所在地。2008年12月被住房和城乡建设部、国家文物局评为中国历史文化名镇。

## 行政区划
古荥镇下辖以下地区：
古荥村、程庄村、马村、纪公庙村、张定邦村、曹村坡村、南王村、孙庄村、黄河桥村和岭军峪村

## 历史
古荥镇在秦时为三川郡治所，陳勝及吳廣當年於起義後強攻滎陽不下，便於此處發生内讧，致使吳廣被殺。北魏前曾为荥阳县治。明成化八年（公元1472年），荥泽县治被黄水淹没，曾徙治于此。1931年荥阳分为荥阳、汜水、广武三个县，古荥属广武县。1948年广武县与汜水县合并为成皋县。1953年，古荥划入郑州市郊区。1957年成立古荥人民公社，1983年改设古荥乡，1995年改设古荥镇。

## 名胜古迹
古荥镇辖区内有世界文化遗产1处：大运河通济渠郑州段；全国重点文物保护单位2处：西山遗址、荥阳故城（含古荥冶铁遗址）；河南省省级文物保护单位4处：敖仓城、纪信墓及碑刻、荥泽县城隍庙、黄河第一铁路桥旧址；郑州市市级文物保护单位7处：岔河遗址、郑庄遗址、大唐故赠安州都督郑府君碑、孔氏家庙、李氏民居、古荥公社影剧院、毛主席视察黄河旧址。另外还有一个国家AAAA级旅游景区——郑州市黄河生态旅游风景区。

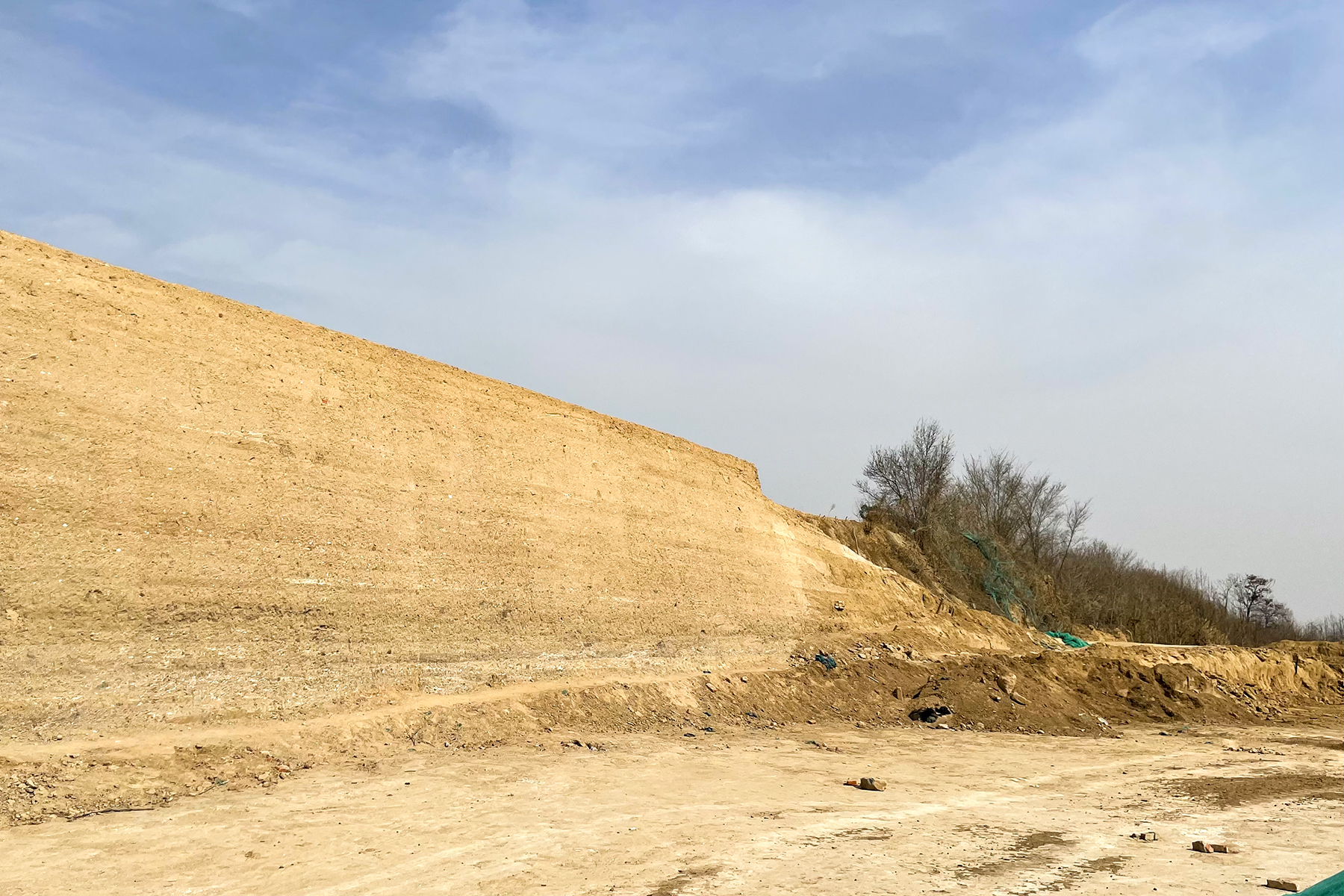
荥阳故城
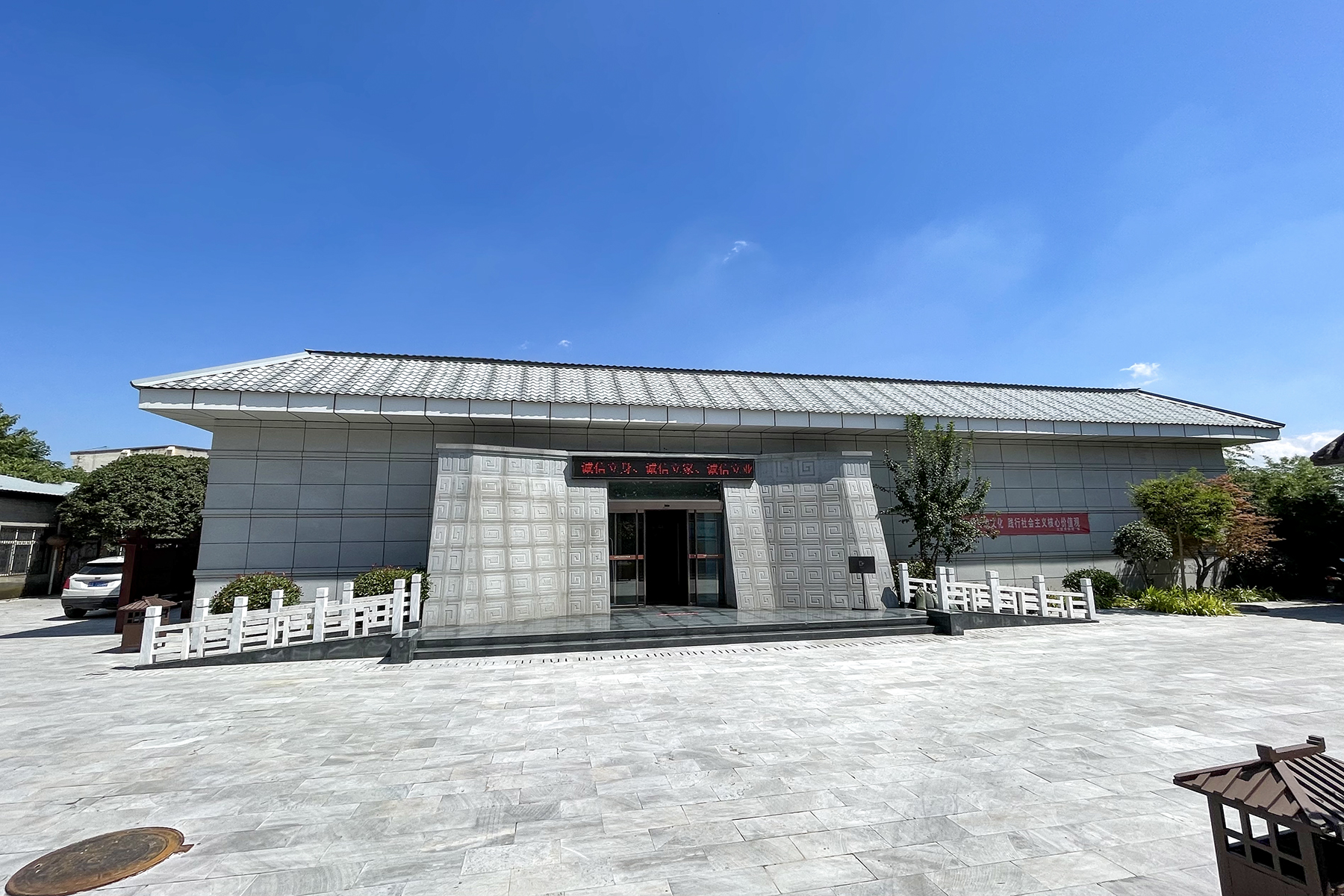
古荥汉代冶铁遗址博物馆
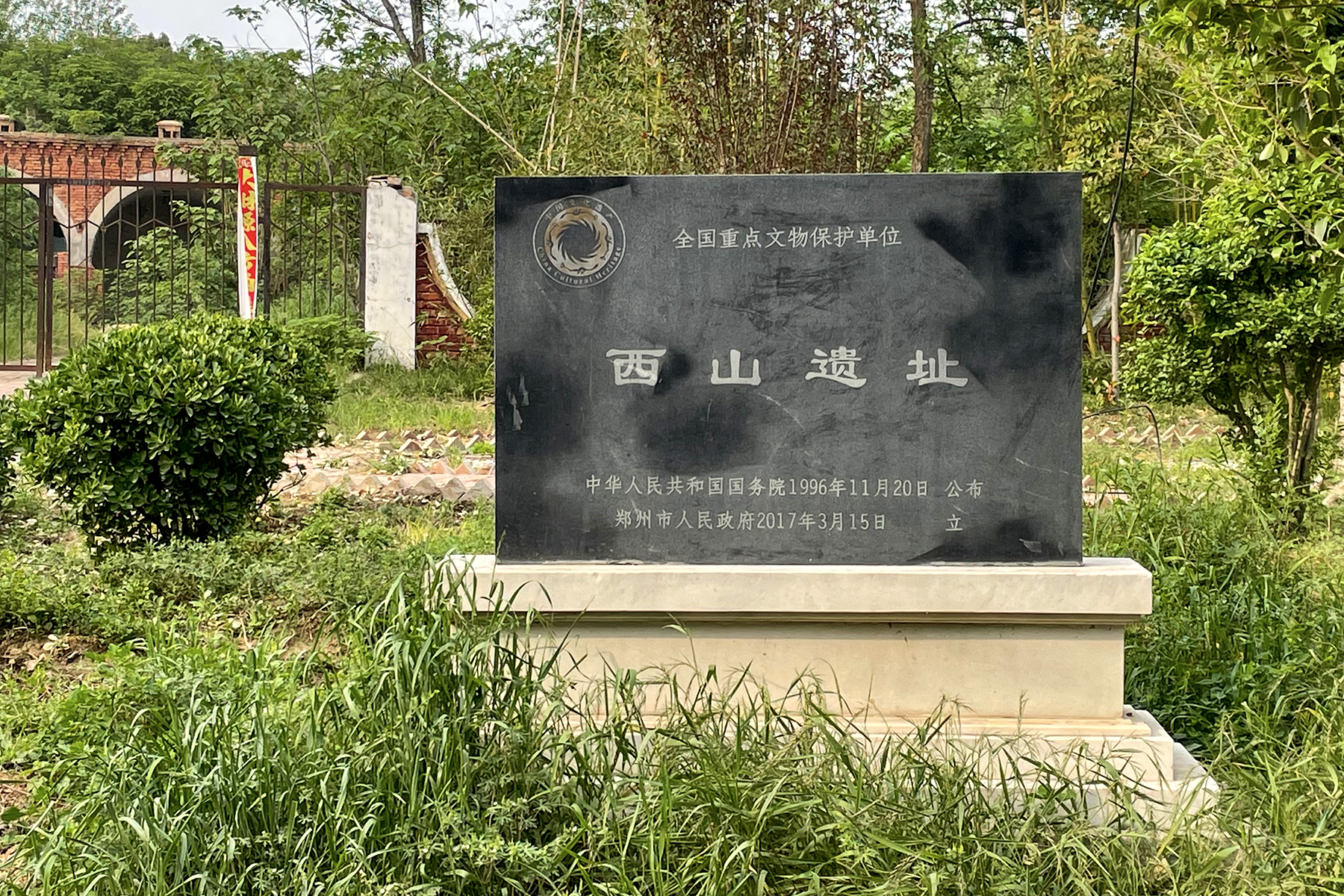
西山遗址
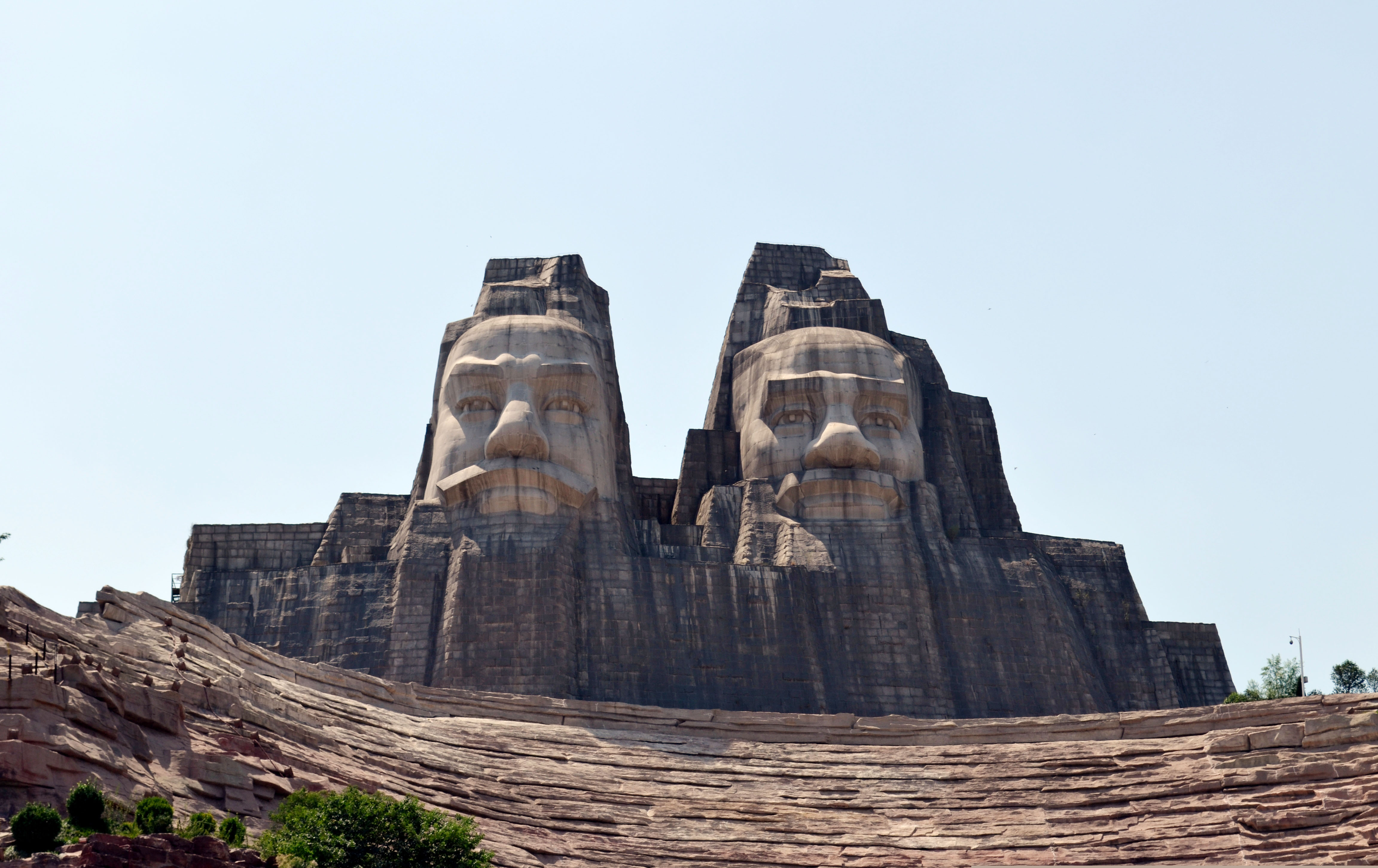
炎黄二帝巨型塑像